# Осира
Осира — річка в Україні, у Старокостантинівському й Любарському районах Хмельницької та Житомирської областей. Ліва притока Случі (басейн Прип'яті).

## Опис
Довжина 20 км, похил річки річки — 2,3 м/км, площа басейну 70,7 км², найкоротша відстань між витоком і гирлом — найкоротша відстань між витоком і гирлом — 16,51  км, коефіцієнт звивистості річки — 1,21 . Формується багатьма безіменних струмками та загатами.

## Розташування
Бере початок на південно-західній околиці села Северини. Тече в північно-східному напрямку між селами Малий Вишпіль та Житниці. У межах села Гізівщина повертає на південний схід, далі тече через Демківці та Іванківці і на околиці села Стрижівка впадає в Случ, притоку Горині.